# Hugo Rothstein
Hugo Rothstein (* 28. August 1810 in Erfurt; † 23. März 1865 ebenda) war ein preußischer Offizier, Schriftsteller, Musiker und Lehrer.

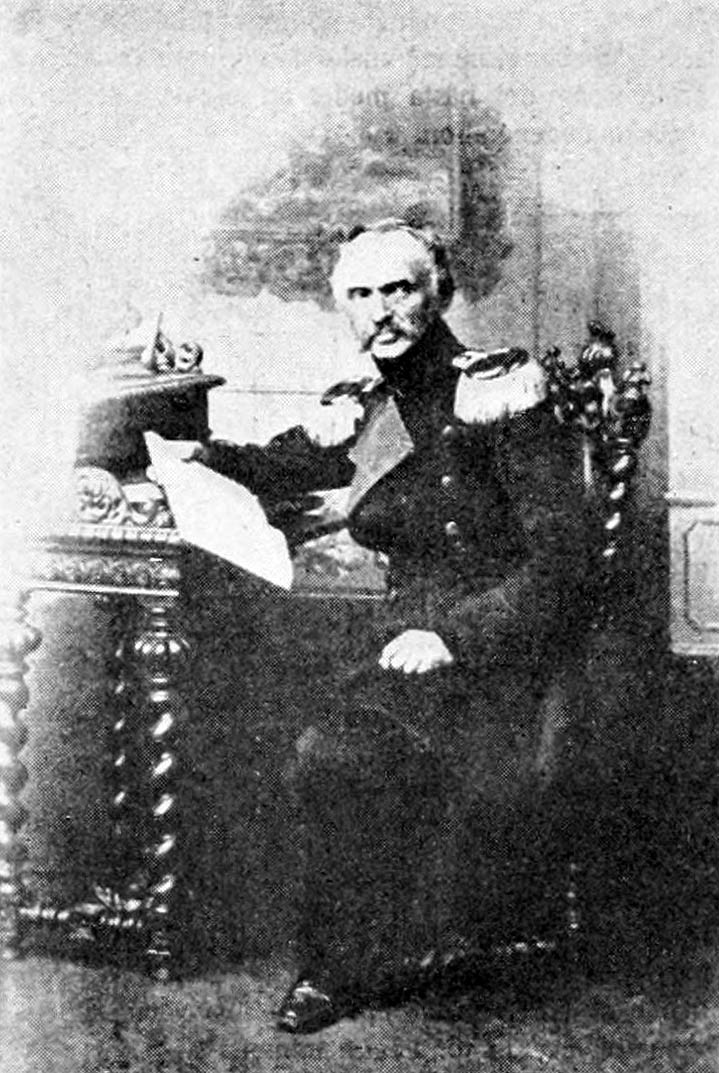
Hugo Rothstein

## Leben
Nachdem Rothstein das Gymnasium bis 1826 besucht hatte, entschied er sich, gegen den Willen seines Vaters, für den Eintritt in die Artillerie. Er wurde 1832 Seconde-Lieutenant und 1838 Lehrer an der Artillerieschule in Berlin. Er entwarf viele militärwissenschaftliche Arbeiten, welche ihm Auszeichnungen und Geldpreise einbrachten. Auch Beiträge im Bereich der Musik und der Literatur blieben bei dem gepflegten Bildungsinteresse von Rothstein nicht aus.
Auf einer privaten Studienreise durch Schweden lernte er im Jahr 1843 die Lingsche Gymnastik kennen und beschrieb diese 1844 in der Zeitschrift Der Staat. Ling selbst nannte seine Gymnastik „rationell“, womit er die wissenschaftliche Begründung dieser meinte. Rothstein weckte die Aufmerksamkeit des preußischen Kriegsministers Hermann von Boyen und dieser entsandte ihn daraufhin zum Studium der Gymnastik nach Stockholm und Kopenhagen. Am 1814 gegründeten Königlich Gymnastischen Central-Institut (GCI) absolvierte Rothstein gemeinsam mit dem Seconde-Lieutenant Techow einen Ausbildungskurs über zehn Monate und einen dreimonatigen Lehrgang an dem seit 1806 bestehenden Institut in Kopenhagen. Das GCI stand unter der Leitung Per Henrik Lings, der seit 1813 als Fechtlehrer an der Kriegsakademie Karlberg in Stockholm angestellt war. Rothstein machte keinen Unterschied zwischen Heeresturnen und Schulturnen, sodass er den Übungsstoff der lingschen „rationellen“ Gymnastik sowohl für das Heeresturnen als auch für das preußische Schulturnen als geeignet empfand.
Nach der Rückkehr Rothsteins entschied er sich, die Lehre Lings auszugestalten und verfasste ein eigenes Werk Die Gymnastik nach dem System des schwedischen Gymnasiarchen P.H. Lings. Seine Idee von einem Central Institut für gymnastischen Unterricht in der Armee konnte er erfolgreich durchsetzen, sodass der erste Ausbildungskurs im Oktober 1847 begann. Allerdings war schon die Märzrevolution im Jahr 1848 das Ende für das noch junge Institut. 1851 wurde Rothstein zum Hauptmann und später zum Major befördert und außerdem zum Leiter („Unterrichtsdirigent“) der neu entstandenen Königlichen Central-Turnanstalt (CTA), sodass er auch in der Militär- und Zivilabteilung die rationelle Gymnastik praktizieren konnte. Dort wurden nun nach dem Willen Rothsteins auch Lehrer für Schulen nach dem schwedischen Gymnastiksystem ausgebildet. Insgesamt ließen sich allerdings von 1851 bis 1857 nur 48 Volksschullehrer zu Schulturnlehrern in 6 Lehrgängen ausbilden. In Wirklichkeit jedoch lehrten die beiden an der CTA angestellten Zivillehrer, Hermann Otto Kluge und Paul Martin Kawerau, weitgehend im Turnen nach Eiselenscher und bald auch nach Spießischer Methode.
Die kritischen Turnvereine konnten gegen die ihnen fremde Gymnastik am CTA noch nichts unternehmen, da sie politisch verdächtigt wurden und unter Polizeiaufsicht standen. Nachdem Friedrich Wilhelm IV. aufgrund einer Erkrankung die Regierungsgeschäfte an seinen jüngeren Bruder den Prinzen Wilhelm von Preußen 1858 hatte abtreten müssen wurde durch diesen Regierungswechsel eine liberale Neue Ära eingeleitet. Hinzu kamen 1859 noch einige außen- und innenpolitische Ereignisse, sodass eine Welle des Nationalismus in Deutschland ausgelöst wurde. Die Turner fühlen sich nun wieder bestärkt und äußerten offen ihre Meinung zu Hugo Rothstein. Im Vertrauen zum Kriegs- und Kultusministerium, das ihm bis dahin Unterstützung geboten hatte, ersetzte Rothstein die beiden Zivillehrer durch den am CTA promovierten Carl Euler, um seine Stellung wieder zu verbessern. Im Zuge dessen ließ Rothstein auch Reck und Barren aus dem CTA schaffen, da seiner Meinung nach das Reck dem schwedischen Querbaum zu sehr ähnelte und der Barren von ihm als gefährlich eingestuft wurde. Euler erwies sich als fachlich hochqualifiziert, gut organisiert und außerordentlich engagiert. Durch seine sechsjährige Schulerfahrung war er jedoch von der ling-rothsteinschen Gymnastik nicht sehr überzeugt und befand das Turnen in jedem Fall als überlegen. Carl Euler forderte die durch Rothstein entfernten Turngeräte wieder zurück.
Rothstein kam diesem Verlangen nicht nach, sodass die Turnvereine landesweit eine Agitation, die als Barrenstreit bekannt wurde, gegen Rothstein auslösten. Daraufhin versuchte dieser mit Gutachten von Ärzten, die ihm wohlwollend gegenüberstanden, eine wissenschaftliche Absicherung seiner Skepsis in Bezug auf den Barren zu bewirken. In einer Denkschrift aus dem März 1861 vom Berliner Turnrat an alle Abgeordneten wurde eine vernichtende Kritik gegen die ling-rothsteinsche Gymnastik ausgesprochen, aus nationalerzieherischen Gründen. Eduard Ferdinand Angerstein, Herausgeber der Rheinisch-Westfälischen Turnzeitung, reichte ebenfalls zur selben Zeit über den Kölner Turnverein seine negative Stellungnahme als Petition beim Abgeordnetenhaus ein. In dieser forderte er von der rationellen Gymnastik Abstand zu nehmen und das Turnen wieder an der Zentralen Turnanstalt einzuführen. 1861 kam es auf Grund des zweiten deutschen Turnfestes zum Turntag in Berlin, bei dem ebenfalls ein Appell an die Regierung gerichtet wurde, von der rationellen Gymnastik abzulassen und sich wieder auf die Vorstellungen Jahns, Spieß und Eiselens im deutschen Turnen zu konzentrieren. Die preußische Regierung ließ sich von ihrem Konzept nicht abbringen und sorgte dafür, dass weder die Denkschrift noch die Petition im Plenum des Abgeordnetenhauses behandelt wurde. 1862 wurde schließlich der Leitfaden für den Turnunterricht in den preußischen Volksschulen veröffentlicht und galt als erster Lehrplan. Dieser enthielt keine Reck- oder Barrenübungen, obwohl Euler an diesem mitgearbeitet hat. Emil du Bois-Reymond, langjähriges Vorstandsmitglied der Turngemeinde in Berlin, lehnte sich daraufhin mit einer Streitschrift ebenfalls gegen die medizinischen Gedanken Rothsteins auf.
Der Barrenstreit fand seinen Weg letzten Endes auf die politische Ebene. Es wurden Petitionen an das Abgeordnetenhaus gesandt und Lobreden auf das deutsche Turnen gehalten, sodass am Ende Rothstein 1863 seinen Abschied aus der CTA nehmen musste. Er zog sich in gesundheitlich schlechtem Zustand nach Erfurt zurück und starb am 23. März 1865.

## Verfügung über die Einrichtung einer Zentral-Turnanstalt

### Lehrerschaft
Die Leitung der Lehrerschaft hatte Hugo Rothstein inne. Unter ihm arbeitete der Arzt Dr. Siegfried Reimer, welcher für die anatomischen und physiologischen Vorträge sorgte. Auch die Militär- und Zivillehrer spielten für die praktische Unterweisung in der Zentral-Turnanstalt eine große Rolle.

### Ziele
Unter Berücksichtigung des Ling’schen Systems sollte die „rationelle“ Gymnastik vermittelt werden. Mit Hilfe von Anatomie- und Physiologieunterricht galt es Lehrer im Bereich der Gymnastik auszubilden. Die zukünftigen Gymnastiklehrer wurden an Gymnasien, Real- und Bürgerschulen sowie auf Schullehrer-Seminaren eingesetzt.

### Organisation
Vom 1. Oktober eines jeden Jahres sollte bis zum 30. Juni des darauffolgenden Jahres ein neunmonatiger Ausbildungskurs stattfinden, welcher im Jahr 1858 auf sechs Monate beschränkt wurde. An jedem Tag sollten etwa fünf Unterrichtsstunden durch die Lernenden besucht werden, welche in Gruppen, die aus nicht mehr als 36 Teilnehmern bestanden, unterrichtet wurden. Unter diesen 36 Teilnehmern waren 18 Militär- und 18 Zivilschüler. Organisatorische Leitung besaß das königliche Kriegsministerium gemeinsam mit dem Ministerium der geistlichen Unterrichts- und Medicinal-Angelegenheiten.

## Schriften
- Die Gymnastik, nach dem Systeme des Schwedischen Gymnasiarchen P. H. Ling. Schroeder, Berlin 1847 (Digitalisat)
- Die Gymnastik, nach dem schwedischen Gymnasiarchen P. H. Ling. Schroeder, Berlin 1851 (Digitalisat), 2. Auflage unter dem Titel Die gymnastischen Freiübungen nach dem System P. H. Ling’s. 1855 (Digitalisat)
- Die gymnastischen Rüstübungen nach P. H. Ling’s System. Schroeder, Berlin 1855 (Digitalisat)
- Gedenk-Rede auf Pehr Henrik Ling. Schroder, Berlin 1861 (Digitalisat)
- Die Barrenübungen. Schroeder, Berlin 1862 (Digitalisat)
- Die Königliche Central-Turn-Anstalt zu Berlin. Schroeder, Berlin 1862 (Digitalisat)